# كلوريد البلوتونيوم الثلاثي
كلوريد البلوتونيوم الثلاثي (بالإنجليزية : Plutonium(III) chloride ) هو مركب كيميائي صيغته PuCl3 .

## تركيبه
ذرات البلوتونيوم في بلورة مركب كلوريد البلوتونيوم الثلاثي PuCl3 تساعية التناسق ، وتركيبه موشور ثلاثي الزوايا ثلاثي التيجان «القبعات» .

## الأمان (السلامة)
كما هو الحال مع جميع مركبات البلوتونيوم ، فإن هذا المركب يخضع للرقابة بموجب معاهدة عدم انتشار الأسلحة النووية . بسبب النشاط الإشعاعي للبلوتونيوم ، فإن جميع مركبات البلوتونيوم، بما فيها كلوريد البلوتونيوم الثلاثي PuCl3 ، ساخنة عند لمسها . لذا لا ينصح بلمسها ، وقد يؤدي لمس هذه المواد إلى إصابة خطيرة .